# Fritz d'Orey
Frederico José Carlos Themudo d’Orey, mais conhecido como Fritz d'Orey (São Paulo, 25 de março de 1938 — Cascais, 31 de agosto de 2020), foi um piloto de corridas brasileiro. Filho de imigrantes portugueses que se dedicavam ao comércio de automóveis, estudou no tradicional Colégio São Luís e Economia na Wharton School of the University of Pennsylvania.

## Carreira
Começou a correr em Interlagos, quando o autódromo ainda era aberto aos pilotos amadores, tendo depois corrido contra os pilotos da época, como Camilo Cristófaro e Chico Landi. Correu as provas da época, como as Mil Milhas e vencendo várias corridas como os 500 quilometros de Interlagos, o GP do Rio de Janeiro etc… Foi um dos pioneiros em tentar as corridas internacionais, juntamente com Christian Heins, tendo participado de uma categoria europeia da época, conhecida como Fórmula Júnior, por recomendação de Juan Manuel Fangio, que o vira correr numa prova em Buenos Aires. Logo na estreia europeia venceu o GP de Messina na Sicilia com Christian Heins em segundo.
Seu rápido sucesso o levou à Fórmula 1. Fritz d'Orey estreia no Grande Prêmio da França de 1959, em 5 de julho, no circuito de Reims-Gueux, como piloto da equipe independente Scuderia Centro Sud, guiando uma Maserati 250F número 38. Na mesma prova teve a estreia do depois vencedor e construtor Dan Gurney. Fritz larga em décimo oitavo entre os 22 inscritos, terminando a corrida em décimo, que foi vencida por Tony Brooks da Ferrari.
Duas semanas depois Fritz d'Orey é inscrito com o mesmo carro no Grande Prêmio da Grã-Bretanha de 1959, em Aintree. Com o número 40, se classifica em vigésimo entre trinta inscritos. Se envolve num acidente na volta 57 e abandona a prova, vencida por Jack Brabham da escuderia Cooper.
Sua ultima participação na Fórmula 1 foi o Grande Prêmio dos Estados Unidos de 1959, disputado em 12 de dezembro na pista de Sebring. É inscrito como piloto da equipe Camoradi, escuderia que participava do Campeonato Mundial de Esporte Protótipo, sendo a única participação do chassi Tec-Mec F415 e motor Maserati. Na corrida preliminar de Formula Junior, termina em segundo, fazendo a melhor volta do circuito. Na prova principal, larga em décimo sétimo entre 22 inscritos e abandona após seis voltas com problemas mecânicos. A corrida foi vencida por Bruce McLaren.
Contratado pela Ferrari em 1960, participou das 12 Horas de Sebring; e teve a carreira precocemente interrompida ao sofrer um grave acidente nos treinos de classificação da 24 Horas de Le Mans de 1960, em quando após uma fechada a 270 km/h, o frágil carro bateu em uma árvore, se partiu ao meio e ele ficou jogado na pista, com traumatismo craniano, entre outras lesões, tendo de passar oito meses em recuperação encerrando prematuramente sua promissora carreira. Não marcou pontos do campeonato.
Voltando ao Brasil, tornou-se empresário da construção civil. 

## Morte
No dia 31 de agosto de 2020, Fritz D’Orey morreu aos 82 anos na cidade de Cascais, Portugal, em decorrência de um câncer.

## Todos os resultados na Fórmula 1
(legenda)
| Ano  | Equipe                 | Chassis       | Motor             | 1   | 2   | 3   | 4        | 5         | 6         | 7         | 8   | 9         | Pontos | Posição  |
| ---- | ---------------------- | ------------- | ----------------- | --- | --- | --- | -------- | --------- | --------- | --------- | --- | --------- | ------ | -------- |
| 1959 | Scuderia Centro Sud    | Maserati 250F | Maserati 250F1 L6 | MON | 500 | NED | FRA 10 D | GBR Ret D | GER DNA D | POR DNA D | ITA |           | 0      | NC (34º) |
| 1959 | Camoradi International | Tec-Mec F415  | Maserati 250F1 L6 |     |     |     |          |           |           |           |     | USA Ret D | 0      | NC (34º) |